# 성조 기호
성조 기호는 중국어 등의 성조를 나타내기 위한 부호이다. 중국어 등의 국제 음성 기호에는 ˥, ˦, ˧, ˨, ˩가 있다.

## 성조 기호의 목록
성조 기호의 목록이다.
| 기호 | 유니코드 | 문자 설명 | 합성 가능 여부 |
| ---- | -------- | --------- | -------------- |
| ̋     | U+030B   | 성조 최상 | O              |
| ́     | U+0301   | 성조 상   | O              |
| ̄     | U+0304   | 성조 중   | O              |
| ̀     | U+0300   | 성조 하   | O              |
| ̏     | U+030F   | 성조 최하 | O              |
| ̌     | U+030C   | 성조 상승 | O              |
| ̂     | U+0302   | 성조 하락 | O              |
| ˥    | U+02E5   | 성조 최상 | X              |
| ˦    | U+02E6   | 성조 상   | X              |
| ˧    | U+02E7   | 성조 중   | X              |
| ˨    | U+02E8   | 성조 하   | X              |
| ˩    | U+02E9   | 성조 최하 | X              |

## 중국어의 사성 기호
중국어의 사성을 표기하기 위한 기호이다.
| 성조  | 기호 |
| ----- | ---- |
| 제1성 | ˥    |
| 제2성 | ˧˥   |
| 제3성 | ˨˩˦  |
| 제4성 | ˥˩   |

경성은 표시가 없다.

## 같이 보기
- 성조
- 사성